# Avenging Angelo
Avenging Angelo è un film di Martyn Burke del 2002, con protagonisti Sylvester Stallone, Madeleine Stowe e Raoul Bova.
È l'ultimo film in cui è apparso Anthony Quinn, che morì alcune settimane prima che il film uscisse; nei titoli di coda appare una dedica all'attore. Il film, è uscito anche con un titolo alternativo: Avenging Angelo - Vendicando Angelo.

## Trama
Un ex boss della mafia, Angelo Allieghieri, oramai anziano, viene ucciso. Frankie Delano, la sua guardia del corpo, si prende cura della figlia Jennifer e dovrà proteggerla dagli stessi killer che hanno ucciso il padre. Tutto questo gli riesce ma non è finita qui, Jennifer nel frattempo si è innamorata di un certo Marcello, all'apparenza un ragazzo semplice, che nasconde però un terribile segreto: vuole vendicarsi di Angelo uccidendo lei. Marcello grazie al suo fascino, inizialmente riesce nello scopo di fare sua la ragazza che accetta la proposta di fare un viaggio insieme a lui in Sicilia; Frankie però, che nel frattempo ha scoperto le vere intenzioni dell'uomo, riesce a raggiungere i due appena in tempo. Così, dopo un duello, Marcello muore e Frankie può finalmente coronare il suo amore per Jennifer, sposandola.

## Produzione
Il film è stato girato ad Hamilton (Canada) e Castellammare del Golfo, Sicilia.

## Distribuzione
Il film è uscito nei cinema in Italia il 30 agosto 2002, mentre negli Stati Uniti il 20 maggio 2003 sul mercato direct to video.